# Gottlieb Muffat

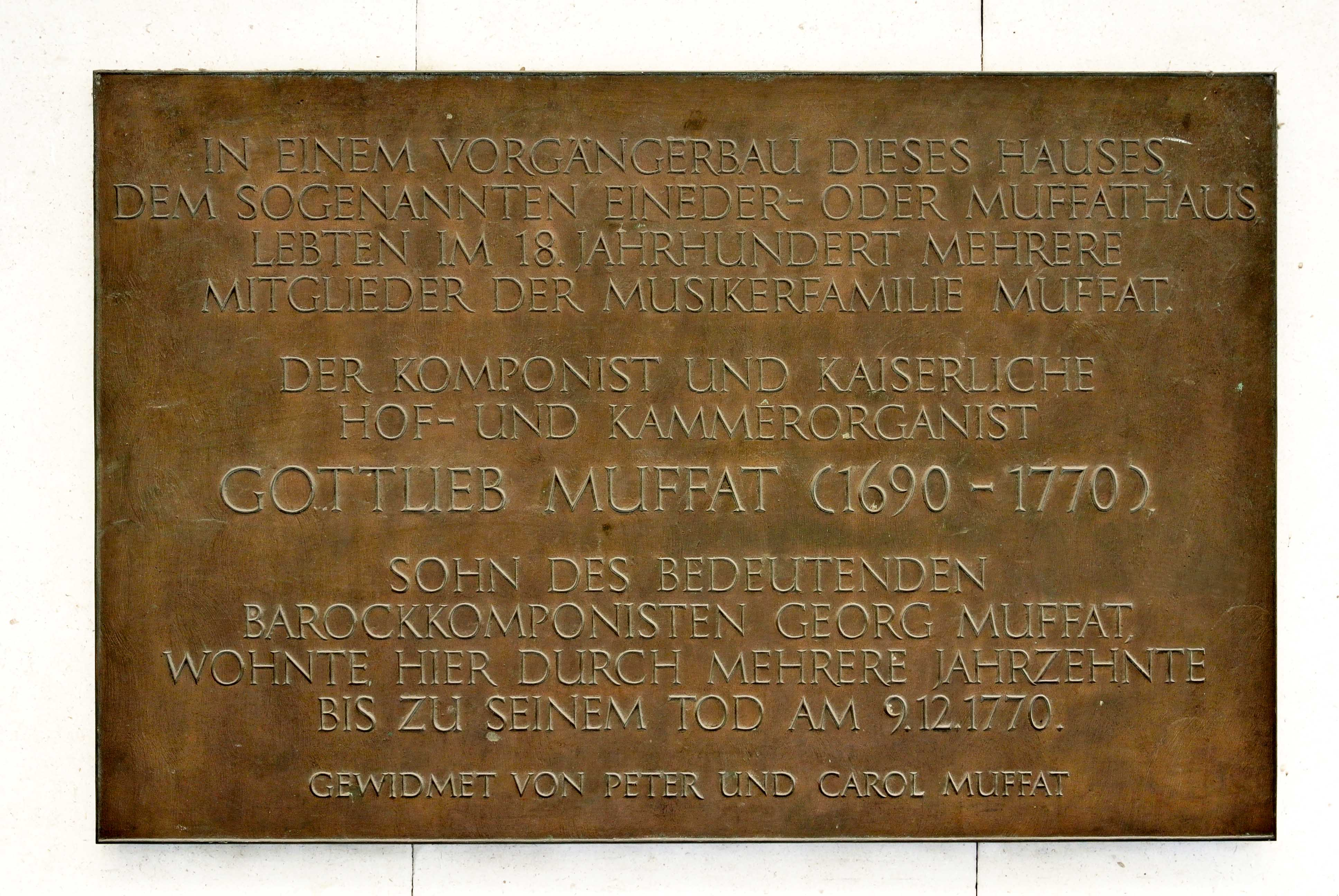
Gedenktafel für Gottlieb Muffat

Gottlieb (Theophil) Muffat (* get. 25. April 1690 in Passau; †  9. Dezember 1770 in Wien) war ein österreichischer Organist und Komponist.

## Leben
Gottlieb Muffat war ein Sohn des Komponisten Georg Muffat, von welchem er wahrscheinlich seinen ersten Musikunterricht erhielt. Nach dem Tod des Vaters ließ er sich in Wien nieder, wo sein Bruder Franz Georg Muffat (1681–1710) ab 1701 als Kammermusiker in der Hofkapelle tätig war. Dort wurde er Hofscholar (Schüler der Hofkapelle), wo er Schüler von Johann Joseph Fux war.
Im Jahr 1717 wurde er von Karl VI. zum kaiserlichen Hof- und Kammerorganisten ernannt. Er erteilte den Kindern der kaiserlichen Familie Musikunterricht, darunter auch der späteren Kaiserin Maria Theresia. 1729 erfolgte die Ernennung zum zweiten Organisten und 1741 zum Hoforganisten. 1764 wurde Muffat mit einer ansehnlichen Jahrespension von 900 Gulden pensioniert. Zu seinen Schülern zählte höchstwahrscheinlich Georg Christoph Wagenseil.

## Werk
Muffat schrieb überwiegend Kompositionen für Orgel und Cembalo, darunter zahlreiche Fugen und Toccaten. Seine Kompositionen für das Cembalo erschienen unter dem Titel Componimenti musicali (1739). Außerdem schuf er ein Salve regina, eine Sonata pastorale und drei Cembalokonzerte, in denen er bereits Elemente des modernen galanten Stils verwendet.
Im Jahr 1940 wurde in Wien-Meidling (12. Bezirk) die Muffatgasse nach ihm benannt.